# Tkivni bazofilec
Tkivni bazofilec, mastocit ali pitanka je velika celica intersticijskega veziva z bazofilnimi, metakromatskimi zrnci v citoplazmi, ki je vpletena v alergijske in vnetne reakcije. Tkivni bazofilci so pomembni tudi zaradi svoje obrambne vloge in so vključeni v proces celjenja ran in  obrambo pred patogeni.

## Izvor in razvrščanje
Mastocite je na osnovi svojstvenih lastnosti pri histološkem barvanju ter vsebnosti velikih zrnc prvi opisal Paul Ehrlich v svoji doktorski nalogi leta 1878. Zmotno je predpostavil, da so ta zrnca namenjena za oskrbovanje okolnih tkiv ter jih zato poimenoval Mastzellen (nem. Mast = pitanje, odtod tudi slovensko ime pitanka). Danes jih uvrščamo med celice imunskega sistema.
Mastociti so zelo sorodni bazofilcem, ki so vrsta belih krvničk v krvnem obtoku. Ta podobnost je marsikoga napeljala na domnevo, da so mastociti v bistvu bazofilci, ki so se naselili v tkivu. Novejši dokazi kažejo, da obe vrsti celic nastajajo v kostnem mozgu iz različnih predhodniških celic. Bazofilci zapustijo kostni mozeg, ko so že zreli, mastociti pa krožijo nezreli po krvnem obtoku, dozorijo pa šele v tkivu.
Poznani sta 2 vrsti mastocitov: tisti v vezivnem tkivu in drugi v sluznicah. Aktivnost slednjih je odvisna od limfocitov T.
Prisotni so v večini tkiv, zlasti ob krvnih žilah in živcih. Še posebej številčni so v tkivih, ki predstavljajo mejo med organizmom in zunanjim svetom (koža, sluznica v pljučih, prebavilih in ustih, veznica, nosna sluznica).

## Fiziologija
Mastociti oz. pitanke odigrajo ključno vlogo v vnetni reakciji. Ko se aktivirajo, v intersticij takoj sprostijo svoja zrnca in različne hormonske posrednike (mediatorje). Aktivirajo se zaradi neposredne poškodbe (fizične ali kemične, npr. zaradi izpostavljenosti opioidom, etanolu ali nekaterim antibiotikom, kot so polimiksini), prek receptorjev za imunoglobuline E (IgE) ali prek aktiviranih beljakovin komplementa.
Mastociti imajo izražene receptorje FcεRI z visoko afiniteto do regije Fc imunoglobulinov E. IgE so sicer najbolj redki imunoglobulini v človeškem telesu. Vezava IgE na ta receptor je nepovratna in tako se površina mastocita obda z nase vezanimi IgE. IgE so proizvod plazmatk in so kot vsa protitelesa specifični proti točno določenemu antigenu.
Pri alergijskem odzivu ostanejo mastociti nedejavni, dokler se na IgE, ki so vezani na njegovo površje, ne veže še alergen. Alergeni so načeloma bodisi beljakovine bodisi polisaharidi. Alergen se veže na antigen vezavno mesto na IgE (le-ta se nahajajo na različnih predelih IgE, vezanega na površje mastocita). Koz zgleda, se morata na površje enega mastocita vezati vsaj dve molekuli IgE, da lahko pride do premreženja med njima, sicer aktivacija mastocita ni mogoča. Aktivacija poteče preko znotrajceličih domen površinskih receptorjev za regijo Fc. Podoben mehanizem naj bi veljal tudi pri obrambni vlogi mastocitov pred črevesnimi zajedavci (trakulje itd.).
Aktivirani mastociti v okolico sprostijo naslednje snovi:
- posrednike (mediatorje), skladiščene v zrncih:
  - serinske proteaze, kot je triptaza
  - histamin (2–5 pg/celico)
  - serotonin
  - proteoglikane, predvsem heparin (deluje kot antikoagulant)
- na novo sintetizirane lipidne posrednike (eikozanoide):
  - tromboksan
  - prostaglandin D2
  - levkotrien C4
  - faktor aktivacije trombocitov
- citokine
  - eozinofilni kemotaktični faktor

Histamin širi postkapilarne venule, aktivira žilni endotelij in poveča prepustnost krvnih žil. Posledično pride do lokalnega edema (otekline), prizadeto območje pa postane toplo, pordelo in sproži se privabljanje drugih vnetnih celic. Histamin tudi draži živčne končiče, kar povzroča srbenje ali bolečino. Oteklina in rdečina, ki sledita takoj po piku komarja, sta dober zgled za reakcijo, ki jo povzroči histamin, potem ko se sprosti nekaj sekund po izpostavljenosti mastocitov alergenu.